# Sjögreen (släkt)
Sjögreen är en svensk släkt som härstammar från amiralitetslöjtnanten Jonas Sjögreen (1733–1807). Släkten har producerat flera framstående svenska officerare och är nära besläktad med ätten af Burén. Släkten besatt egendomarna Strålsnäs, Bruzaholm, Ingmarstorp och Mariannelund.[källa behövs]

## Bakgrund
Jonas Sjögreen var son till bokhållaren och Grenadjären på Svea livgarde  Olof Sjögren och Brita Larsdotter, Sjögreen avancerade från kofferdikapten till amiralitetslöjtnant efter att ha utmärkt sig i sjuåriga kriget genom att tillfångata tre franska köpmannaskepp och slutade sin bana som affärsman i Karlskrona. I giftet med Birgitta Cecilia Hahn blev Sjögreen far till sju barn, bland dem bergsrådet Erik Magnus Sjögreen. Släkten ägde från 1830 Strålsnäs säteri efter att Carl Eric Sjögreen köpt egendomen av sin svärfar Peter Carl af Burén. 1853 införskaffade Carl Eric Sjögreen även Ingmarstorps gård i Åsbo socken. Bergmästaren Christian Magnus August Sjögreen, en son till Erik Magnus Sjögreen, gifte sig med en annan dotter till Peter Carl af Burén, de var föräldrar till ryttmästaren Axel Pontus Sjögreen, gift med en dotter till Pontus af Burén. Två av dennes söner utmärkte sig som höga officerare i svenska armén.

## Släktmedlemmar, kronologiskt ordnade (urval)
- Carl Eric Sjögreen (1799–1877), svensk tonsättare
- Carl Magnus Sjögreen (1828–1906), skogsbrukare och överjägmästare
- Christian Wilhelm Sjögreen (1830–1882), godsägare och riksdagsledamot
- Axel Pontus Sjögreen (1836–1910), militär och riksdagsledamot
- Carl A:son Sjögreen (1868–1958), generalmajor
- Axel A:son Sjögreen (1870–1959), generallöjtnant
- Edvard A:son Sjögreen (1873–1959), vattenbyggnadsingenjör